# Brignole (stacja metra)
Brignole – stacja metra w Genui, położona na jedynej linii sieci. 
Obsługuje stację kolejową o tej samej nazwie, Genova Brignole.
Stacja została otwarta 21 grudnia 2012., kiedy otwarto ostatniego przedłużenie linii ze stacji De Ferrari.